# Ołeh Tiahnybok

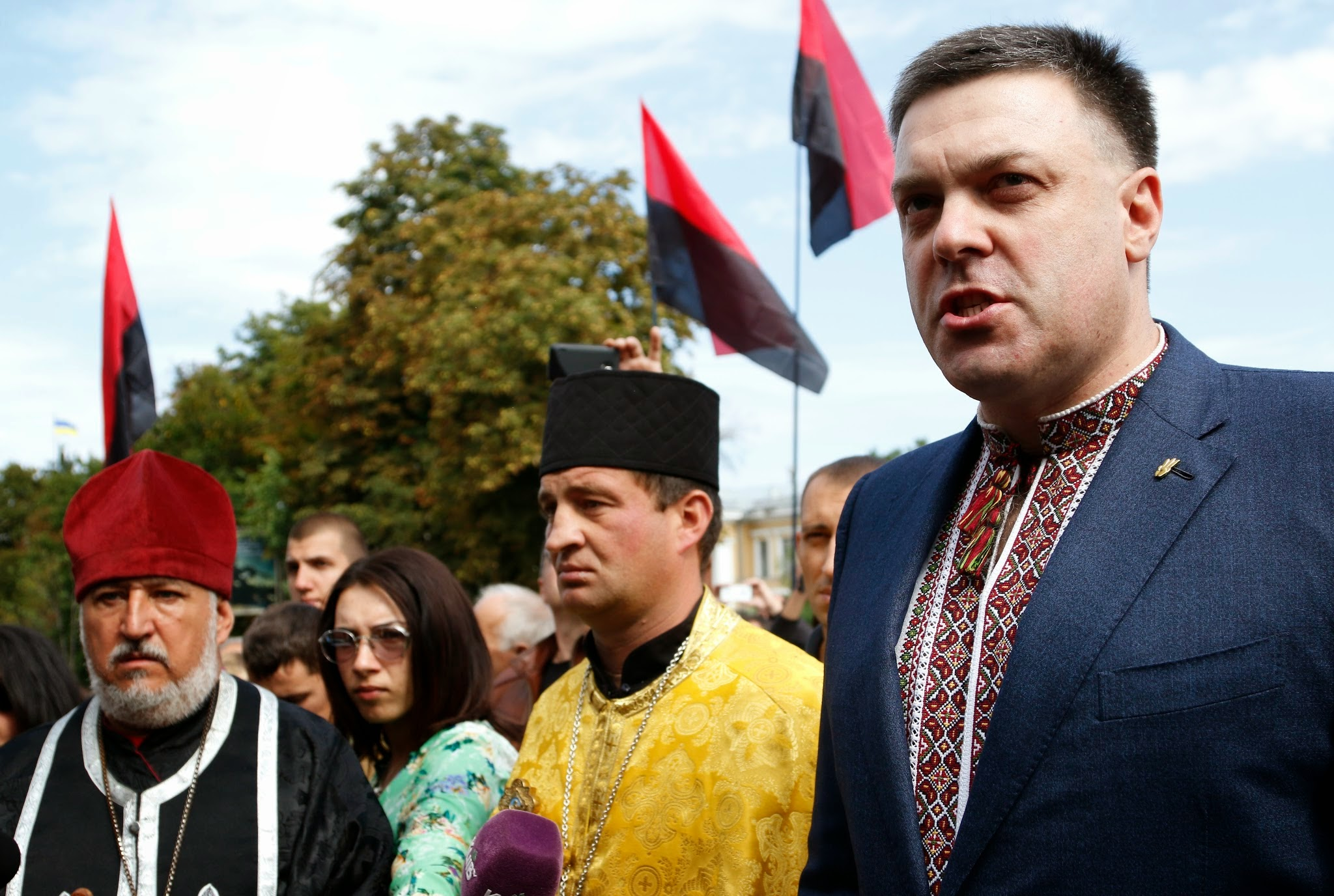
Ołeh Tiahnybok (pierwszy z prawej) i duchowni ukraińscy stojący na tle czerwono-czarnych flag UPA (2014)

Ołeh Jarosławowycz Tiahnybok, ukr. Олег Ярославович Тягнибок (ur. 7 listopada 1968 we Lwowie) – ukraiński polityk, działacz nacjonalistyczny, lider Ogólnoukraińskiego Zjednoczenia „Swoboda”, poseł do Rady Najwyższej III, IV i VII kadencji, kandydat w wyborach prezydenckich.

## Życiorys
W 1993 ukończył studia medyczne w Lwowskim Państwowym Instytucie Medycznym, a w 1999 studia prawnicze na Uniwersytecie Lwowskim. W pierwszej połowie lat 90. pracował jako lekarz, później koncentrował się na działalności politycznej. Był etatowym działaczem nacjonalistycznego ugrupowania działającego pod nazwą Socjal-Narodowa Partia Ukrainy (SNPU). W latach 1994–1998 zasiadał w Lwowskiej Radzie Obwodowej.
W wyborach w 1998 uzyskał mandat posła do Rady Najwyższej III kadencji w jednym z okręgów jednomandatowych, od 2001 wchodził w skład frakcji Ukraińskiej Partii Ludowej. W 2002 z powodzeniem ubiegał się o reelekcję jako kandydat zorganizowanego przez Wiktora Juszczenkę Bloku Nasza Ukraina. W 2004 został usunięty z klubu parlamentarnego tej koalicji. Doszło do tego, gdy podczas publicznego przemówienia gloryfikował UPA, określając ją jako organizację walczącą jego zdaniem z „żydostwem i innym plugastwem”.
W tym samym roku stanął na czele Ogólnoukraińskiego Zjednoczenia „Swoboda”, powstałego z przekształcenia SNPU. W 2006 znalazł się poza ukraińskim parlamentem. Powrócił w tymże roku w skład Lwowskiej Rady Obwodowej, mandat utrzymując także w 2010. Kandydował w wyborach prezydenckich w 2010, przegrał w pierwszej turze głosowania, zajmując 8. miejsce z wynikiem 1,43% głosów. Również w 2010 jego nacjonalistyczna partia Ogólnoukraińskie Zjednoczenie „Swoboda” wygrała wybory regionalne w obwodach w zachodniej części Ukrainy. W swoim powyborczym wystąpieniu polityk ogłosił, że będzie starał się o rozszerzenie granic państwa ukraińskiego, uznając aktualne za „niesprawiedliwe”.
W 2012 został członkiem honorowym klubu hokejowego Winnyćki Hajdamaky z siedzibą w Winnicy. W tym samym roku amerykańskie Centrum Szymona Wiesenthala ulokowało Swobodę wraz z imiennie wymienionym jej liderem na 5. miejscu rankingu organizacji lub osób używających retoryki antysemickiej.
W wyborach w 2012 Swoboda przekroczyła próg wyborczy, dzięki czemu Ołeh Tiahnybok powrócił w skład Rady Najwyższej. Na przełomie 2013/2014 był jednym z liderów opozycji w trakcie wydarzeń Euromajdanu, po których jego ugrupowanie dołączyło do rządu Arsenija Jaceniuka. Polityk w 2014 ponownie wziął udział w wyborach prezydenckich. Otrzymał wówczas poparcie 1,16% głosujących, zajmując 10. miejsce. W tym samym roku Swoboda nie przekroczyła wyborczego progu do ukraińskiego parlamentu.
Ołeh Tiahnybok jest żonaty, ma dwie córki i syna. Brat Andrija Tiahnyboka, również polityka.